# ウィズ・ペン・イン・ハンド
「ウイズ・ペン・イン・ハンド」（With pen in hand）は、ボビー・ゴールズボロが1968年に発表したポップスのスタンダード・ナンバーである。1968年のビリー・ベラのカバー・バージョン、1969年のヴィッキー・カーのカバー・バージョンがヒットした。

## 解説
「ハニー」を大ヒットさせたボビー・ゴールズボロが1968年に発表した作品で、離婚書類にサインする夫の気持ちを綴った曲。ビリー・ベラ盤が1968年に全米43位を記録。ジョニー・ダレル盤はカントリー・チャートで３位まで上昇した。ヴィッキー・カーはゴールズボロに頼み歌手の一部を女性歌手向けに手直ししてもらい1969年に全米35位、全英39位を記録しグラミー賞の最優秀女性歌唱賞にノミネートされた。その後もゴールズボロの自作自唱盤が1972年に全米94位を記録。1978年にはドロシー・ムーア盤がヒットしている。

## 主要なカヴァー
- ロジャー・ミラー・アルバム"Tender Look at Love"(1968)
- ジェリー・ベール・アルバム"This Guy's in Love with You"(1968)
- ヴィッキー・カー・アルバム"For Once in My Life"(1969)
- ボビー・ゴールズボロ・アルバム"Honey"(1968）
- アレサ・フランクリン・アルバム"Let Me in Your Life"(1974)
- ドロシー・ムーア・アルバム"Dotothy Moore"(1977)[2]